# رکن‌آباد (سیرجان)
رکن‌آباد یک روستا در ایران است که در بخش مرکزی شهرستان سیرجان واقع شده‌است.